# Лентиай
Лентиа̀й (на италиански: Lentiai; на венециански: Lentiei, Лентиеи) е малко градче в Северна Италия, община Борго Валбелуна, провинция Белуно, регион Венето. Разположено е на 261 m надморска височина.